# Krap-ordenen
Krap-ordenen (Rubiales) er en ældre orden, der blev anvendt i Cronquist systemet. I dag er den blevet erstattet af Ensian-ordenen.
| Familier |

- Krap-familien (Rubiaceae)
- Theligonaceae